# Лучано де Крешенцо
Лучано де Крешенцо (итал. Luciano De Crescenzo; Напуљ, 18. август 1928 — 18. јул 2019) био је италијански писац, филмски редитељ и инжењер.
Рођен је у Напуљу, дипломирао је инжењерство и радио је за IBM Италија до 1976, када је објавио свој бестелер Così parlò Bellavista, скупину чињеница и анегдота о родном граду који се продао у 600.000 примерака у Италији и преведен је на бројне језике. 1980. је дебитовао као глумац у Il pap'occhio, режираном од стране његовог пријатеља Рензо Арбореа, заједно са Робертом Бенинијем.
Године 1984. успешно је режирао филмску адаптацију Così parlò Bellavista (у којој је такође играо главног протагонисту), праћеног са Il mistero di Bellavista 1985. Године 1995. написао је и режирао Croce e delizia, у ком су глумили Тео Теоколи и Изабела Росалини.
У међувремену објавио је велики број књига укључујући романе и популарну филозофију. За свој рад у области грчке филозофије, 1994. постао је почасни грађанин Атине.